# Hans Ruesch
Hans Ruesch (Napoli, 17 maggio 1913 – Massagno, 27 agosto 2007) è stato un pilota automobilistico, scrittore, editore, sceneggiatore e curatore editoriale svizzero, attivamente impegnato contro la sperimentazione animale.
Figlio di padre svizzero, medico, stabilitosi a Napoli per lavoro, e madre napoletana, discendente di un industriale svizzero trapiantatosi a Sarno all'inizio del XIX secolo, Ruesch è comunque cittadino svizzero fin dalla nascita, essendo stato iscritto al consolato svizzero di Napoli dal padre. Il padre fu il fondatore della clinica Ruesch a Napoli (1919), tuttora esistente, ed acquisì poi, da un altro imprenditore svizzero, la stamperia Richter, famosa per le sue stampe turistiche in quadricromia.

## Carriera

### Come sportivo
All'età di 12 anni, dopo aver frequentato scuole italiane, fu mandato a terminare gli studi in Svizzera, sia in quella tedesca sia in quella francese, dove apprese entrambe le lingue.
Riuscì in gioventù a praticare la sua passione principale: le gare d'auto. Esordì come pilota in Svizzera nel 1932 su una MG nella corsa in salita denominata Klausenrennen (tenutasi dal 1922 al 1934, da Linthal al passo del Klausen). Nel corso degli anni trenta corse su Alfa Romeo e Maserati in molti piccoli eventi europei e prese parte, nel 1937, ad alcune gare in Sudafrica. In quegli anni fu anche pilota di Gran Premi con la Scuderia Ferrari. Vinse 27 gare, tra le quali vanno ricordate quella del Gran Premio di Donington nel 1936, e quelle del Gran Premio di Finlandia, del Grand Prix des Frontières, del Gran Premio di Bucarest e del Mountain Championship nel 1937. Si ritirò dalle corse in seguito ad un incidente: tornando da un raduno di vecchi piloti, uscì di strada provocando la morte di un poliziotto e diversi feriti.

### Come scrittore e editore
Risale al 1937 l'uscita del suo primo libro, The Racers (in italiano Il numero uno), un romanzo sulle corse d'auto, scritto in tedesco e distribuito in Svizzera, successivamente tradotto in inglese da Hans Ruesch stesso. Il romanzo, che porta la dedica dell'autore all'amico e collega Rudolf Caracciola, fu portato sullo schermo da Henry Hathaway con la sceneggiatura dello stesso Ruesch nel 1955, con Kirk Douglas come protagonista, e uscì in Italia con il titolo Destino sull'asfalto.
Nel 1938 partì per gli USA, interrompendo gli studi di Medicina all'Università Federico II per sfuggire agli obblighi di leva, inseguendo la speranza di affermarsi nella carriera letteraria, già avviata negli anni precedenti, per poi tornare a Napoli nel 1946, finita la seconda guerra mondiale, dove trovò la città devastata dai bombardamenti alleati.
Risale al 1950 il suo primo best seller, apparso negli Stati Uniti col nome di Top of the World, tradotto in italiano con il titolo di Paese dalle ombre lunghe, dal quale vide la luce nel 1960 il film Ombre bianche, di Nicholas Ray e con Anthony Quinn nel ruolo dell'eschimese.
Scrisse in quegli anni tutti i suoi romanzi: Paese dalle ombre corte, ambientato nella penisola arabica, Partita di Caccia, Com'esser poveri ambientato a Sorrento, Ritorno alle ombre lunghe e I mammà e papà, scritto in lingua napoletana. Ruesch scriveva in inglese e traduceva di persona i suoi libri, i quali hanno l'indicazione, come traduttore, di Nash Hercus, anagramma di Hans Ruesch. Dal Paese dalle ombre corte è stato tratto nel 2011 il film Il principe del deserto, diretto da Jean-Jacques Annaud.
Agli inizi degli anni cinquanta fu anche editore, gestendo la Casa Editrice Richter di proprietà paterna.
Nel luglio 2007, poche settimane prima della sua morte nella sua casa di Massagno, la casa editrice Fucina di Milano ha riedito il suo primo romanzo Il numero uno e nel 2003 l'editore Guida di Napoli ha riedito il romanzo I mammà e i papà. Del 2021 è invece la nuova edizione di Paese dalle ombre lunghe, pubblicata da Einaudi con la traduzione di Daniele Petruccioli.

## L'impegno contro la sperimentazione animale
Curando negli anni settanta la collana di libri scientifici I manuali della salute, Hans Ruesch sviluppò la tesi che la sperimentazione animale non fosse altro che un'enorme truffa a scopo di lucro, capace di raccogliere ingenti fondi pubblici e privati col pretesto di essere necessaria alla ricerca scientifica.
Mosso anche da una motivazione personale (il fratellino Konrad morì dopo essere stato curato con un farmaco sperimentato su animali), dedicò così gli anni successivi ad approfondire l'argomento e a raccogliere prove che, a sua detta, avvalorerebbero questa teoria, diventando l'esponente del movimento antivivisezionista italiano. Nel 1975 diede vita alla CIVIS, Centro Informazioni Vivisezionistiche Internazionali Scientifiche, fondazione antivivisezionista con sede in Svizzera.
Questi anni di studio portarono Ruesch a scrivere Imperatrice nuda, libro che destò scalpore in Italia nel 1976, anno in cui fu pubblicato da Rizzoli. Il libro fu poi immediatamente ritirato dalla stessa Rizzoli. Alcune copie sono reperibili nel mercato parallelo e nelle biblioteche per diritto editoriale. Successivamente Imperatrice nuda è stato ripubblicato dalla casa editrice Garzanti.
Nel libro Ruesch sviluppa le proprie tesi contro la sperimentazione animale indicando nel testo quelli che ritiene essere i nomi e le prove a sostegno del proprio punto di vista, sostenendo che non esista alcun motivo che non sia quello del profitto personale per portare avanti la pratica della sperimentazione animale e che questa pratica negli ultimi anni abbia apportato danni nel suo utilizzo. La storia dettagliata degli ostacoli editoriali che hanno intralciato la diffusione del libro, e quindi la polemica cresciuta attorno ad esso, furono descritti da Hans Ruesch in Piccola storia editoriale, appendice all'attuale versione di Imperatrice nuda nell'edizione Civis.
I libri successivi, tutti sulla sperimentazione animale, sono usciti molti anni dopo: nel 1980 vide la luce I Falsari della Scienza, edito da Civis, e nel 2005 uscirono La medicina smascherata, edito da Editori Riuniti e La figlia dell'imperatrice, edito da Stampa Alternativa.